# L'Assumpció de Bellvís
L'Assumpció de Bellvís és una església del municipi de Bellvís  a la comarca del Pla d'Urgell, inclòs com a monument en l'Inventari del Patrimoni Arquitectònic de Catalunya.

## Descripció
Església de tres naus, molt reformada a l'interior.
Façana d'estil neoclàssic, porta d'accés amb escalinata i decoració de columnetes i motllures, un ull de bou motllurat al centre i una cornisa sobre mènsules de gust clàssic.
Torre lateral de planta quadrada amb les cantonades arrodonides i decorades amb motllures i cornisa motllurada a la part superior. A l'interior té una doble cornisa superior a tot el perímetre de les naus.
Feta de pedra d'Arbeca i de pedra procedent de l'antiga església. Damunt la porta de la façana hi ha la data de 1848, moment en què devia ser acabada la façana. Contràriament a la façana principal, de pedra ben tallada, els laterals són de carreus irregulars, poc cuidats i arrebossats. Hi ha finestrals tapiats fruit dels diversos canvis i necessitats. L'exterior de l'absis és quadrangular amb pilastres estriades.

## Història
Santa Maria és l'església parroquial del poble de Bellvis, es realitzà amb les aportacions de tots els veïns del poble i del terme de Bellvis. Actualment tots els veïns i el Bisbat s'encarreguen de cuidar l'església, tant des del punt de vista material com a espiritual.
La primitiva església, dedicada a Sant Pere, era arruïnada al segle xviii. El 1804 comencen les obres del nou temple. Amb la guerra de la Independència es paren les obres, fins al 1814. Fins al regnat d'Isabel II no hi hagué estabilitat per continuar les obres: es reprengueren el 1844 els tràmits oficials per a continuar-la. Es va construir abans de l'abandonament del santuari de les Soques. Allotjà la imatge de la Verge de les Soques a la nau de l'evangeli. Més endavant s'hi construí el cambril on quedà entronitzada i venerada fins al 1936. Actualment hi ha una nova imatge.